# اولتیماتوم (مجموعه تلویزیونی)
اولتیماتوم یک فیلم تلویزیونی محصول سال ۱۳۸۹ به کارگردانی حسن لفافیان، نویسندگی بیژن شیرمرز و تهیه‌کنندگی مجید یوسفی می‌باشد که از شبکه یک پخش شد.
داستان دربارهٔ یک مهندس علم نانو است که یک دستگاه را در این باره آماده می‌کند.
در پی مسموم شدن آب رودخانه منتهی به سد، وزارت نیرو به دکتر صالح معتمدی فشار می‌آورد تا دستگاه تصفیه آب با شیوه نانویی را هرچه زودتر آماده کند اما مشکلاتی بر سر راه ساخت این دستگاه وجود دارد که دکتر صالح به همراه تیمش تصمیم می‌گیرند تا آن را برطرف کنند تا اینکه…

## بازیگران
- پویا امینی
- رحیم نوروزی
- اشا محرابی
- امیرمحمد زند
- سمیرا حسینی
- حسن اسدی
- افشین نخعی
- مریم خدارحمی
- علی محمدی
- سعید شریف
- محمد ابهری
- زهرا برومند
- انوشیروان آتشی
- اقبالی فر
- رضا عطارپور